# Davey Havok
Davey Havok, född David Paden Passaro (senare David Paden Marchand) 20 november 1975, i Rochester, men flyttade senare till Ukiah, Kalifornien. Han sjunger i det amerikanska rockbandet AFI.
Davey har italienska förfäder. Davey är egentligen döpt till David Paden Passaro men när Davey var fem, dog hans pappa och när hans mamma gifte om sig tog han sin styvfaders efternamn, Marchand. När Davey var sex år gammal, flyttade han och hans familj från Rochester till Ukiah, Kalifornien. Där började Davey i en katolsk skola till åttonde klass. Davey har en yngre bror.
Davey är vegan och nykterist. Han har, enligt vad han själv uppger, aldrig varit alkoholpåverkad och anser att alkoholkulturen är oattraktiv. Han är Straight edge.
Davey har gjort ett antal sidoprojekt. 
Son of Sam är ett band han tillsammans med några av medlemmarna från Samhain och Misfits.
Davey och Jade Puget (gitarristen i bandet AFI) bildade någon gång under åren 2001–2002 sidoprojektet Blaqk Audio. Projektet låg vilande under några år, men återupptogs 2006, och den 14 augusti 2007 släpptes första albumet, CexCells.
Davey har varit med i filmerna Live Freaky, Die Freaky! och Mary Jane's Not A Virgin Anymore.

## Diskografi
Album med Son of Sam
- Songs from the Earth (2001)

Album med Blaqk Audio
- CexCells (2007)
- Bright Black Heaven (2012)
- Material (2016)
- Only Things We Love (2019)
- Beneath the Black Palms (2020)

Album med XTRMST
- XTRMST (2014)

Album med DREAMCAR
- Dreamcar (2017)